# Madeleine Brès
Madeleine Brès, född 25 november 1842 i Bouillargues, död 30 november 1921 i Montrouge, var en fransk läkare. Hon var den första franska kvinnan som erhöll doktorsdiplom i medicin.